# DSA-255
La DSA-255 es una carretera perteneciente a la Red Secundaria de la Diputación Provincial de Salamanca que une la  SA-220  con la localidad de Miranda del Castañar.

## Origen y Destino
La carretera  DSA-255  tiene su origen en Garcibuey en la intersección con la carretera  SA-220 , y termina en el casco urbano de Miranda del Castañar, formando parte de la Red de carreteras de Salamanca.